# Васильевский сельсовет (Зилаирский район)
Васильевский сельсове́т — упразднённая в 2008 году административно-территориальная единица и сельское поселение (тип муниципального образования) в составе Зилаирского района. Почтовый индекс — 453690. Код ОКАТО — 80227807000. Объединён с сельским поселением Зилаирский сельсовет.

## Состав сельсовета
деревня Васильевка — административный центр, деревня Анновка, хутора Благовещенский, Владимиро-Николаевский.

## История
Закон Республики Башкортостан от 19.11.2008 N 49-з «Об изменениях в административно-территориальном устройстве Республики Башкортостан в связи с объединением отдельных сельсоветов и передачей населённых пунктов», ст.1 гласил:

 "Внести следующие изменения в административно-территориальное устройство Республики Башкортостан:
 23) по Зилаирскому району:

объединить Зилаирский и Васильевский сельсоветы с сохранением наименования «Зилаирский» с административным центром в селе Зилаир.
Включить деревни Васильевка, Анновка, хутора Благовещенский, Владимиро-Николаевский Васильевского сельсовета в состав Зилаирского сельсовета.

Утвердить границы Зилаирского сельсовета согласно представленной схематической карте.

Исключить из учётных данных Васильевский сельсовет

## Географическое положение
На 2008 год граничил с муниципальными образованиями: («Закон Республики Башкортостан от 17.12.2004 N 126-з (ред. от 19.11.2008) „О границах, статусе и административных центрах муниципальных образований в Республике Башкортостан“»).